# Carros (filme)
Cars (bra/prt: Carros) é um filme de animação digital de 2006 dos gêneros comédia e road movie produzido pela Pixar Animation Studios e lançado pela Walt Disney Pictures. Dirigido e co-escrito por John Lasseter a partir de um roteiro de Dan Fogelman, foi o último filme produzido pela Pixar antes da sua compra pela Disney em janeiro de 2006. Situado em um mundo povoado inteiramente por carros antropomórficos e outros veículos, o filme é estrelado por vozes de Owen Wilson, Paul Newman (em sua atuação final), Bonnie Hunt, Larry the Cable Guy, Tony Shalhoub, Cheech Marin, Michael Wallis, George Carlin, Paul Dooley, Jenifer Lewis, Guido Quaroni, Michael Keaton, Katherine Helmond, John Ratzenberger e Richard Petty. Os pilotos de corrida Dale Earnhardt Jr., Mario Andretti, Michael Schumacher e o colecionador de carros Jay Leno fizeram participações especiais no elenco de dublagem.
Carros estreou em 26 de maio de 2006 no Lowe's Motor Speedway em Concord, Carolina do Norte e foi lançado nos Estados Unidos em 9 de junho de 2006 nos cinemas, sendo um sucesso comercial e crítico, arrecadando US$ 568 milhões em todo o mundo, contra um orçamento de US$ 120 milhões. Foi indicado a dois Óscars, incluindo Melhor filme de animação, mas perdeu para Happy Feet; o filme, contudo, ganhou o Annie Award de Melhor Animação e o Globo de Ouro na categoria homônima. O filme foi dedicado a Joe Ranft, co-diretor e co-roteirista do filme, que morreu em um acidente automobilístico durante a produção.
O filme ganhou duas sequências: Carros 2 (lançada em 2011) e Carros 3 (de 2017), além de dois spin-offs intitulados Aviões (2013) e Planes: Fire & Rescue (2014) produzidos pela DisneyToon Studios. Em julho de 2016, durante uma entrevista à Entertainment Weekly, o presidente da Pixar, Jim Morris, disse que o estúdio não tem sequências planejadas para depois de 2019, sendo assim, não seriam produzidas novas continuações de suas animações, com exceção de Toy Story 4, Os Incríveis 2 e Carros 3. Portanto, uma nova sequência da trilogia Carros, é bastante improvável.

## Enredo
Tudo começa com a final da Taça/Copa Pistão, a maior competição automobilística do país, onde três carros disputam o cobiçado troféu: Relâmpago/Faísca McQueen, um corredor novato; "O Rei" ou "Strip Weathers", um respeitado veterano; e Chick Hicks, um grande trapaceiro. Os três carros acabam empatando na liderança do campeonato, forçando a realização de uma nova corrida de desempate marcada para uma semana depois, na Califórnia.
Depois da corrida, Relâmpago e seu caminhão de transporte, Mack, começam uma viagem por toda a noite até a Califórnia. Enquanto McQueen dorme no reboque, uma gangue de carros customizados para corridas de arrancada (Wingo, Boost, DJ e Snot Rod) pregam uma peça em Mack, o que faz o caminhão a cochilar e McQueen acabar caindo do reboque e ficando na pista da rodovia interestadual. Relâmpago tenta alcançar Mack, mas acaba se perdendo no meio da noite em uma área rural da Rota 66. Relâmpago tenta retornar para a interestadual mas tem dificuldades por não possuir faróis. Estando em alta velocidade e sem nenhuma luz traseira ou dianteira, ele acaba atraindo a atenção do carro de polícia Xerife. Uma perseguição começa, o que resulta em Relâmpago destruir o asfalto da rua principal de uma pequenina cidade esquecida no deserto, chamada Radiator Springs. McQueen é pego, confiscado, levado à corte e sentenciado a reparar a rua que ele destruiu.
No início, McQueen continua com sua atitude arrogante e egocêntrica, obcecado em fazer nada mais do que sair de Radiator Springs e ir para a corrida na Califórnia. Depois de uma tentativa de fuga e de um serviço mal-feito nos reparos da rua, Doc Hudson, o idoso juiz local, desafia Relâmpago para uma corrida através do deserto. Se McQueen vencer a corrida, ele pode ir embora da cidade. Se Doc vencer, Relâmpago tem que terminar a sua sentença e fazer o serviço do jeito que Doc quer. McQueen ri deste desafio como sendo algo fácil, e começa a corrida com uma ampla vantagem na frente de Doc, que permanece na saída. Relâmpago tenta fazer uma curva fechada na estrada de terra e acaba derrapando para um declive, ficando preso em arbustos com cactos exatamente como Doc havia previsto. Assim, Doc tecnicamente vence a corrida.
Pelos dias seguintes, McQueen gradualmente aprende mais sobre a cidade e seus habitantes. Ele se torna amigo de um simplório mas muito leal caminhão-reboque chamado Mate, de uma bela Porsche 911 chamada Sally, da dona do posto de gasolina, Flo, seu marido dono da loja de tintas, Ramon, o Volkswagen Kombi hippie Filmore, a viúva do fundador de Radiator Springs, Lizzie, o caminhão-bombeiro Ruivo, o militar Sargento, o italiano dono da Casa Della Pneus, Luigi e seu assistente e melhor amigo Guido. No terceiro dia de sentença do carro de corrida, Mate leva Relâmpago à uma fazenda de tratores, e lá, ele ensina como tombar os tratores com a buzina, a fugir do touro-colheitadeira Frank quando este está por perto e dirigir de marcha a ré. Sally mostra para McQueen as razões de ela amar Radiator Springs. Ela também conta para McQueen a história de como Radiator Springs foi num dia uma próspera turística comunidade na Rota 66, que entrou em franca decadência após a construção da interestadual 40 naquela região.
Relâmpago começa a gostar de Radiator Springs mas ele permanece obcecado com o desejo de conseguir fazer aquela curva fechada no deserto. Doc oferece seus conselhos mas Relâmpago não quer considerar o que o idoso senhor tem a dizer. Após isto, Relâmpago descobre que Doc Hudson foi um dia o carro de corrida nº51 chamado "Fabuloso Hudson Hornet", um tricampeão da Copa Pistão durante os anos 50, até que um acidente grave acabou prematuramente com sua carreira. No que Relâmpago descobre este segredo de Doc, ele dá a dica para a imprensa de que Relâmpago está na cidade, e ele acaba deixando a cidade para ir para a Califórnia no frenesi público que se segue a esta revelação.
Competindo pelo campeonato na Califórnia, Relâmpago não consegue se concentrar direito por acabar ficando divagando a seu amor referente a Sally e a respeito de Radiator Springs. Ele inicia a corrida com mau desempenho, mas se recupera bem depois que ele descobre que os seus amigos de Radiator Springs vieram para a corrida para o ajudar como a sua equipe de pit, com Doc Hudson que na sua segunda edição a unica coisa que resta, é no pensamento do seu fã, (pintado com sua antiga pintura de corredor) como o seu chefe de equipe. Relâmpago faz uma corrida de recuperação e toma a liderança na volta final, após finalmente compreender os conselhos de Doc sobre como fazer a fechada curva no deserto. Com a conquista do campeonato bem a frente, Chick Hicks provoca uma manobra que faz com que O Rei acabe em um grave acidente. Relâmpago, se lembrando de como o acidente de Doc acabou com sua carreira, pisa nos freios pouco antes da linha de chegada e retorna rapidamente para ajudar O Rei. Chick Hicks passa direto pela linha-conquista da Taça Pistão, mas McQueen conquista a admiração dos fãs.
Relâmpago decide se mudar para Radiator Springs, levando junto toda a infra-estrutura de suas operações de competição e inicia um implícito namoro com Sally. Graças a este endosso por parte de Relâmpago, Radiator Springs ganha um enorme interesse em turismo e a cidade acaba salva da decadência.

## Elenco
- Owen Wilson como Relâmpago McQueen(pt-BR) ou Faísca McQueen(pt-PT?).[5]
- Paul Newman como Doc Hudson.[5]
- Bonnie Hunt como Sally Carrera.[5]
- Larry the Cable Guy como Tom Mate.[5]
- Cheech Marin como Ramone.[5]
- Tony Shalhoub como Luigi.[5]
- Guido Quaroni como Guido.[5]
- Jenifer Lewis como Flo.
- Michael Wallis como Xerife.
- Paul Dooley como Sargento
- George Carlin como Fillmore.[5]
- Katherine Helmond como Lizzie
- John Ratzenberger como Mack
- Joe Ranft como Ruivo(pt-BR) ou Red(pt-PT?)
- Michael Keaton como Chick Hicks.[5]
- Richard Petty como O Rei.[5]
- Jeremy Piven como Harv.
- Bob Costas como Bob Cutlass.
- Darrell Waltrip como Darrell Cartrip.
- Richard Kind como Vanderlei(pt-BR) ou Van(pt-PT?).
- Edie McClurg como Vanda(pt-BR) ou Minny(pt-PT?).
- Humpy Wheeler como Tex.
- Tom Magliozzi como Ferrugem Rust-eze(pt-BR) ou Rusty Rust-eze(pt-PT?).
- Ray Magliozzi como Poeira Rust-eze(pt-BR) ou Dusty Rust-eze(pt-PT?).
- Lynda Petty como Sra. Rei.
- Andrew Stanton como Fred.
- Dale Earnhardt Jr. como Junior.
- Michael Schumacher como Ferrari Michael Schumacher.
- Jay Leno como Jay Limo
- Mario Andretti como Mario Andretti
- Sarah Clark como Kori Turbowitz
- Mike Nelson como Não é o Zé(pt-BR) ou Não Chuck(pt-PT?)
- Joe Ranft como Peterblit(pt-BR) ou Caminhão TIR(pt-PT?)
- Jonas Rivera como Boost
- Lou Romano como Snotrod(pt-BR) ou Chipa-Rodas(pt-PT?)
- Adrian Ochoa como Wingo
- E.J. Holowicki como DJ
- Elissa Knight como Tia
- Lindsey Collins como Mia
- Frank Welker como Touro-colheitadeira Frank

Tom Hanks, Tim Allen, Billy Crystal, John Goodman e Dave Foley reprisam seus papéis de filmes anteriores da Pixar durante a sequência de créditos, que apresentam paródias de Toy Story, A Bug's Life e Monsters, Inc. como se os personagens desses filmes fossem carros.

## Produção

### Desenvolvimento

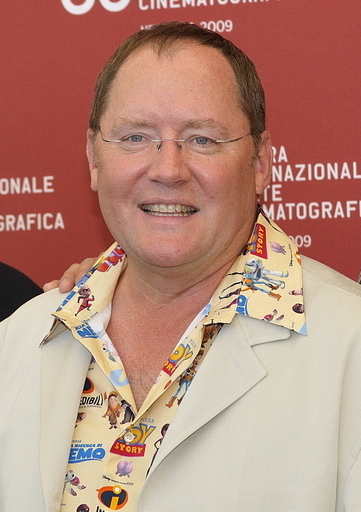
O escritor e diretor John Lasseter em 2009.

O desenvolvimento de Carros começou em 1998, quando a Pixar finalizou a produção de A Bug's Life. Nessa época, o roteirista dinamarquês Jorgen Klubien começou a escrever um novo script para o estúdio chamado "The Yellow Car", que tratava de um carro elétrico vivendo em um mundo onde os outros veículos consumiam gasolina (numa história baseada no conto O Patinho Feio); a ideia para esta história foi desencadeada pela má recepção que seus compatriotas deram ao carro elétrico Mini City-El. Alguns dos desenhos e personagens originais foram desenvolvidos em 1998 e os produtores concordaram que The Yellow Car poderia ser o próximo filme da Pixar depois de A Bug's Life e ser lançado em junho de 1999, com estreia prevista para o dia 4 daquele mês. No entanto, a ideia foi descartada em favor de Toy Story 2. Anos mais tarde, a produção foi retomada com grandes mudanças no roteiro, como dar papéis maiores a Mate, Doc e alguns outros personagens.
John Lasseter disse que a inspiração para a história do filme final veio depois que ele fez uma viagem de carro pelos Estados Unidos com sua esposa e cinco filhos em 2000. Quando ele voltou ao estúdio após as férias, ele contatou Michael Wallis, um historiador da estrada U.S. Route 66. Wallis então liderou onze animadores da Pixar em Cadillacs brancos alugados em duas viagens diferentes ao longo da rodovia para realizar pesquisas para o filme. Em 2001, o título provisório do filme era "Route 66", mas o mesmo foi alterado para "Cars" para evitar confusão com a série de televisão de mesmo nome dos anos 1960. Além disso, o número de corrida de Relâmpago McQueen originalmente seria 57 (uma referência a 1957, ano de nascimento de Lasseter), mas foi alterado para 95 (uma referência a 1995, ano em que o primeiro filme da Pixar, Toy Story, foi lançado).
Em 2006, Lasseter falou sobre a inspiração para o filme, dizendo: "Sempre adorei carros. Por um lado, tenho sangue Disney e, por outro, óleo de motor. A ideia de combinar essas duas grandes paixões em minha vida, carros e animação, era irresistível. Quando Joe (Ranft) e eu começamos a falar sobre este filme em 1998, sabíamos que queríamos fazer algo com carros como personagens. Na mesma época, assistimos a um documentário chamado Divided Highways, que tratava das rodovias interestaduais e como elas afetavam as pequenas cidades ao longo do caminho. Ficamos tão comovidos com isso e começamos a pensar sobre como deve ter sido difícil para essas pequenas cidades que tiveram sua existência ignorada após a construção das autoestradas. Foi quando começamos realmente a pesquisar sobre a Rota 66, mas ainda não tínhamos descoberto qual seria a história ideal do filme. Eu costumava viajar por aquela estrada com minha família quando criança, quando visitávamos nossa família em St. Louis".
Anos depois, em 2013, Jorgen Klubien, o criador do roteiro original, disse que o filme foi sua melhor e, ao mesmo tempo, mais amarga experiência porque foi demitido antes de sua estreia e porque sentiu que Lasseter o excluiu da história de como o filme foi feito.

### Animação
Para a concepção dos desenhos dos carros, Lasseter visitou os estúdios de design das três grandes montadoras de Detroit. Lasseter também aprendeu como os carros reais foram projetados.
Em 2006, Lasseter falou sobre como os animadores trabalharam duro para tornar a animação crível, dizendo: "Foram muitos meses de tentativas, erros e prática de animação de teste, para descobrir como cada carro se move e como seu mundo funciona. Nossos animadores supervisores, Doug Sweetland e Scott Clark, e os animadores diretores, Bobby Podesta e James Ford Murphy, fizeram um trabalho incrível trabalhando com a equipe de animação para determinar os movimentos exclusivos de cada personagem com base em sua idade e no tipo de carro que era. Alguns carros são como carros esportivos e são muito mais rígidos em sua suspensão. Outros são carros mais antigos dos anos 50, carros que são muito mais soltos e têm mais movimentos de salto para eles. Queríamos obter essa autenticidade, mas também garantir que cada carro tivesse uma personalidade única. Também queríamos que cada animador pudesse colocar um pouco de si no personagem e dar a sua própria interpretação. Todos os dias em diários, era muito divertido porque veríamos coisas que nunca tínhamos visto em nossas vidas. O mundo dos carros ganhou vida de uma forma crível e inesperada".
Ao contrário da maioria dos carros antropomórficos retratados nos desenhos animados até então, os olhos dos carros neste filme foram colocados no para-brisa (numa semelhança aos curtas One Cab's Family, de Tex Avery, e Susie the Little Blue Coupe da Disney, ambos de 1952) e não dentro os faróis. De acordo com o designer de produção Bob Pauley: "Desde o início deste projeto, John Lasseter tinha em mente colocar os olhos no para-brisa. Por um lado, separa nossos personagens da abordagem mais comum dos desenhos animados, onde você tem os olhos retratados nos faróis. Por outro lado, ele pensou que ter os olhos baixos perto da boca na frente do carro iriam fazê-los parecer mais como cobras. Com os olhos no para-brisa, o ponto de vista ficou mais humano e fez parecer que todo o carro poderia estar envolvido na animação do personagem, além de facilitar a animação dos mesmos quando eles olham para os lados". Esta decisão foi criticada jocosamente pelo blog automotivo estadunidense Jalopnik.
Em 2006, o supervisor de animação do filme, Scott Clark, falou sobre os desafios de animar os personagens de Carros, dizendo: "Obter uma gama completa de desempenho e emoção desses personagens e fazê-los ainda parecerem carros foi uma tarefa difícil, mas isso é o que a animação faz melhor. Você usa sua imaginação e faz os movimentos e gestos se adequarem ao design. Nossos personagens de Carros podem não ter braços e pernas, mas podemos inclinar os pneus para dentro ou para fora para sugerir mãos abrindo ou fechando. Podemos usar a direção para apontar uma determinada direção. Também projetamos uma pálpebra especial e uma sobrancelha para o para-brisa que nos permite comunicar uma expressividade que os carros não têm”.
Lasseter também explicou que o filme começou com desenhos de lápis e papel, dizendo: "Tentamos ser verídicos até nos primeiros esboços. Começando com desenhos de lápis e papel do designer de produção Bob Pauley e continuando com a modelagem, articulação e sombreamento dos personagens e, finalmente, na animação, a equipe de produção trabalhou duro para que os personagens de Carros permanecessem fiéis às suas origens". O gerente do departamento de personagens, Jay Ward, também explicou como eles queriam que os carros parecessem mais realistas possível, dizendo: "John não queria que os carros parecessem de barro ou moles. Ele insistiu na autenticidade dos materiais. Isso foi uma grande coisa para ele. Ele nos disse que o aço precisa ter a sensação de aço. O vidro deve ter a sensação de vidro. Esses carros precisam parecer pesados. Eles pesam três ou quatro mil libras. Quando se movem, precisam ter essa sensação. Eles não deveriam parecem leves ou excessivamente saltitantes ao ponto em que o público pode vê-los como brinquedos de borracha". De acordo com o diretor de animação James Ford Murphy: "Originalmente, os modelos de carros foram construídos para que pudessem basicamente fazer qualquer coisa. John continuou nos lembrando que esses personagens são feitos de metal e pesam vários milhares de libras. Eles não podem se esticar. Ele nos mostrou exemplos de animações bem soltas para ilustrar o que não fazer".
O supervisor de sombreamento de personagens no filme, Thomas Jordan, explicou que o cromado e a pintura de Carros foram os principais desafios do filme, dizendo: "O cromado e a pintura dos carros foram nossos dois principais desafios neste filme. Começamos aprendendo o máximo que podíamos. Numa pequena oficina, vimos como se pinta um carro e vimos como eles misturavam a tinta e aplicavam as várias demãos. Tentamos dissecar o que se passa na tinta real e a recriamos no computador. Descobrimos que precisávamos de uma tinta base, de onde vem a cor, e o verniz, que fornece o reflexo. Pudemos então adicionar coisas como flocos metálicos para dar um brilho brilhante, uma qualidade perolada que pode mudar de cor dependendo do ângulo, e até mesmo uma camada de pin-striping para personagens como Ramone". O diretor técnico supervisor do filme, Eben Ostby, explicou que o maior desafio para a equipe técnica foi criar as superfícies metálicas e pintadas dos personagens dos carros e os reflexos que essas superfícies geram, dizendo: "Dado que as estrelas do nosso filme são feitas de metal, John tinha um desejo real de ver reflexos realistas e uma iluminação mais bonita do que vimos em qualquer um de nossos filmes anteriores. No passado, usamos mapas de ambiente e outras tecnologias baseadas em fosco para enganar os reflexos, mas para Carros adicionamos um recurso de rastreamento de raios ao nosso programa de renderização existente para elevar o nível da Pixar".
A líder de renderização, Jessica McMackin, falou sobre o uso de ray tracing no filme, dizendo: "Além de criar reflexos precisos, usamos o ray tracing para obter outros efeitos. Pudemos usar essa abordagem para criar sombras precisas, como quando há várias fontes de luz e você deseja obter uma difusão de sombras nas bordas. Ou oclusão, que é a ausência de luz ambiente entre duas superfícies, como um vinco em uma camisa. Um quarto uso é a irradiação. Um exemplo disso seria se você tinha um pedaço de papel vermelho e o segurava contra uma parede branca, a luz seria colorida pelo papel e lançaria um brilho vermelho na parede". O supervisor da animação dos personagens Tim Milliron explicou que o filme usa um sistema de travamento no solo que manteve os carros firmemente plantados na estrada, dizendo: "O sistema de travamento no solo é uma das coisas de que mais me orgulho neste filme. No passado, os personagens nunca souberam sobre seu ambiente de forma alguma. Um passe de simulação era necessário se você quisesse fazer algo assim acontecer. Em Carros esse sistema é embutido nos próprios modelos e, conforme você move o carro, o veículo trava para o chão. Foi uma daquelas coisas que fazemos na Pixar, onde sabíamos que tinha que ser feito, mas não tínhamos ideia de como fazê-lo".
A diretora técnica Lisa Forsell explicou que, para aumentar a riqueza e a beleza das paisagens desérticas ao redor de Radiator Springs, os cineastas criaram um departamento responsável por pinturas foscas e planos do céu, dizendo: "Pinturas foscas digitais são uma maneira de obter muita complexidade visual sem necessariamente ter que construir geometria complexa e escrever sombreadores complexos. Passamos muito tempo trabalhando nas nuvens e suas diferentes formações. Elas tendem a estar em várias camadas e se movem umas em relação às outras. As nuvens têm, de fato, algumas características e personalidade. A ideia era que, assim como as pessoas se veem nas nuvens, os carros veem várias nuvens em forma de carro. É sutil, mas definitivamente há algumas que têm a forma de um sedã. E se você olhar de perto, verá algumas que parecem marcas de pneu. O fato de que tanta atenção é colocada nos céus fala sobre o nível visual do filme. Existe um ponto da história? Na verdade, não. Não há pixel na tela que não tenha um nível extraordinário de escrutínio e cuidado aplicado a ele. Não há nada que seja apenas descartável".
Os computadores usados no desenvolvimento do filme eram quatro vezes mais rápidos que os que foram usados em The Incredibles e mil vezes mais rápidos que os usados em Toy Story. Para construir os carros, os animadores usaram plataformas de computador semelhantes às usadas no design de automóveis do mundo real.

## Lançamento
Carros seria originalmente lançado em 4 de novembro de 2005, mas em 7 de dezembro do ano anterior, sua data de lançamento foi movida para 9 de junho de 2006 por conta do fim pendente do contrato de distribuição com a Disney, que tinha sua renovação ameaçada por conta de atritos entre Michael Eisner e o próprio estúdio.

### Desempenho comercial
Em seu fim de semana de estreia, Carros arrecadou US$ 60 milhões em 3.985 cinemas nos Estados Unidos, ocupando o primeiro lugar nas bilheterias. Por três anos, o filme deteve o recorde de maior abertura de fim de semana para um filme envolvendo carros, até ser superado por Fast & Furious em 2009. Nos Estados Unidos, o filme manteve a primeira colocação nas bilheterias dos cinemas por duas semanas antes de ser superado por Click e depois por Superman Returns no fim de semana seguinte.
O filme arrecadou US$ 33,7 milhões durante seu segundo fim de semana enquanto competia contra The Fast and the Furious: Tokyo Drift e Nacho Libre. Mais tarde, Carros se juntaria a outro filme da Disney, Pirates of the Caribbean: Dead Man's Chest, que foi lançado um mês depois. Nessa época, a animação já havia chegado à marca de US$ 200 milhões, tornando-se o terceiro filme do ano a conseguir tal número, seguindo X-Men: The Last Stand e O Código Da Vinci.
Carros encerrou seu circuito nos cinemas arrecadando US$ 253 milhões nos Estados Unidos e US$ 568 milhões em todo o mundo. Foi o sexto filme de maior bilheteria mundial de 2006, bem como a segunda animação de maior bilheteria daquele ano depois de Ice Age: The Meltdown.

### Resposta da crítica
No Rotten Tomatoes, Carros tem um índice de aprovação de 79% com base em 203 críticas e uma classificação média de 6,9/10; o consenso dos críticos do site diz: "Carros oferece deleites visuais que mais do que compensam sua história um tanto mal escrita, adicionando uma diversão satisfatória para os espectadores mais jovens". No Metacritic, o filme tem a pontuação 73/100 com base em 39 críticas, indicando "críticas geralmente favoráveis". O público consultado pelo CinemaScore deu ao filme uma nota média "A" em uma escala de "A+" a "F".
William Arnold, em sua crítica ao extinto jornal Seattle Post-Intelligencer, elogiou o filme como "uma das animações mais imaginativas e atraentes da Pixar de todos os tempos", enquanto Lisa Schwarzbaum, da revista Entertainment Weekly, chamou-o de "uma obra de arte americana tão clássica quanto moderna". Roger Ebert, em resenha ao jornal Chicago Sun-Times, deu ao filme três de quatro estrelas, dizendo que Carros "conta uma história brilhante e alegre, além de apresentar algo profundo à espreita nas bordas. Neste caso, é uma sensação de perda". Peter Travers da revista Rolling Stone deu ao filme três estrelas e meia em quatro, dizendo: "Abastecido com muito humor, ação, drama sincero e novos feitos técnicos incríveis, Carros é um deleite de alta octanagem para espectadores de todas as idades". Richard Corliss da revista Time deu ao filme uma crítica positiva, dizendo: "[...] abrangendo os reinos do estilo da Pixar e do antigo coração da Disney, este novo modelo de filme como Carros é um clássico instantâneo". Brian Lowry da Variety deu ao filme uma crítica negativa, dizendo: "Apesar de representar outra conquista técnica impressionante, é o menos visualmente interessante dos filmes da butique de animação por computador".
Kenneth Turan do jornal Los Angeles Times deu ao filme quatro de cinco estrelas, dizendo: "O que é surpreendente sobre este filme extremamente envolvente é a fonte de seu apelo: ele tem coração". Stephen Hunter, do The Washington Post, também elogiou o filme dizendo: "É a mais recente mistura dos gênios da Pixar, provavelmente a mais inventiva da loja de imagens geradas por computador, embora esteja muito abaixo de clássicos como Toy Story". Jessica Reaves, do jornal Chicago Tribune, deu ao filme duas estrelas e meia de quatro, dizendo: "Embora seja um filme tecnicamente perfeito, seu tom é muito maníaco, seus personagens muito cansados e, no final, sua história também. É vazio para enfrentar as expectativas". James Berardinelli, do ReelViews, deu ao filme três de quatro estrelas, dizendo: "Embora Carros possa cruzar a linha de chegada à frente de qualquer um dos outros filmes de animação de 2006, está várias voltas atrás de seus 'co-irmãos' da Pixar".
Claudia Puig, do USA Today, deu uma crítica positiva ao filme, dizendo: "A animação é incrivelmente renderizada. Mas a história é sempre o elemento crítico nos filmes da Pixar, e a história de Carros é sincera com uma moral clara e ousada". Moira MacDonald do jornal The Seattle Times deu ao filme três estrelas e meia de quatro, dizendo: "Embora a ideia central de nostalgia por uma vida mais tranquila em uma cidade pequena possa se perder no público jovem deste filme, Carros oferece um ritmo agradável e muitas vezes brilhante". Mick LaSalle, do San Francisco Chronicle, deu ao filme duas de cinco estrelas, dizendo: "Carros pode nos levar ao mundo dos carros como um truque, mas não nos leva ao mundo dos carros como um estado de espírito. Assim sendo, a animação, em vez de parecer uma expressão da verdade mais profunda do filme, torna-se um impedimento de sucesso para ela mesma".

### Prêmios e indicações
Carros concorreu a diversos prêmios do cinema de 2006. Muitas associações de críticos de cinema, como a Broadcast Film Critics Association e o National Board of Review, nomearam-no o melhor longa-metragem de animação de 2006. Carros é também o longa de animação de 2006 melhor revisado pelo Rotten Tomatoes. Randy Newman e James Taylor receberam um prêmio Grammy pela música "Our Town", que mais tarde foi indicada ao Óscar de Melhor Canção Original (perdido para "I Need to Wake Up" do documentário Uma Verdade Inconveniente). O filme também rendeu uma indicação ao Oscar de Melhor Animação, mas perdeu para Happy Feet, da Warner Bros. O prêmio de maior prestígio que Carros recebeu foi o Globo de Ouro inaugural de Melhor Longa-Metragem de Animação. Carros também venceu o prêmio de Melhor Longa de Animação em 2006 do Annie Awards.

## Videogame
Um videogame de mesmo nome foi lançado em 6 de junho de 2006, para as plataformas Game Boy Advance, Microsoft Windows, Nintendo DS, GameCube, PlayStation 2, PlayStation Portable e Xbox. Foi posteriormente disponibilizado também para Xbox 360 em 23 de outubro de 2006 e para Wii em 16 de novembro de 2006.

## Acusações de plágio
Foi observado que o enredo de Carros é bastante semelhante ao do filme de 1991 Doc Hollywood, uma comédia romântica estrelada por Michael J. Fox como um jovem médico famoso que eventualmente adquire uma apreciação pelos valores de uma pequena cidade e se apaixona por uma estudante de direito local como resultado de ser condenado a trabalhar no hospital da cidade depois de causar uma colisão de trânsito no local. Alguns chegaram a dizer que os produtores de Carros plagiaram o roteiro de Doc Hollywood.

## Continuações e legado

### Sequências
Depois de Toy Story, Carros foi o segundo filme da Pixar a ganhar uma continuação, Carros 2. Foi anunciado oficialmente na metade do ano de 2008 que o filme ganharia uma sequência. Confirmados, o elenco principal do filme retornou para a continuação, embora Paul Newman, o dublador de Doc Hudson, tenha morrido dois anos após o filme original. Em 2011, foi confirmado que o personagem Doc não retornaria para a sequência em respeito a Newman. Foi dirigido novamente por John Lasseter, que se inspirou para o filme enquanto viajava pelo mundo durante a promoção do primeiro filme. Nesta sequência, Relâmpago McQueen e Mate vão para o Japão e a Europa para competir no Grande Prêmio Mundial, mas Mate se envolve com espiões internacionais (numa referência aos filmes da série 007). O filme estreou na metade daquele ano e recebeu críticas mistas, embora tenha sido um sucesso comercial.
O terceiro filme, intitulado Carros 3, teve sua estreia em 2017. Dirigido por Brian Fee, o filme foca em Relâmpago McQueen, agora um piloto veterano, que após ser ofuscado por uma nova onda de novatos, recebe ajuda de um jovem carro de corrida, Cruz Ramirez, para instruí-lo para o mundo cada vez mais high-tech e derrotar o novo rival Jackson Storm. Assim como o filme anterior, Carros 3 também foi recebido de maneira mista pela crítica especializada.

### Spin-offs
Um spin-off de longa-metragem de animação chamado Aviões, produzido pela DisneyToon Studios, foi lançado em 9 de agosto de 2013. Uma sequência intitulada Planes: Fire & Rescue, foi lançada em 18 de julho de 2014.